# Léon Sgouros
Titre
Seigneur de Nauplie et d'Argolide
vers 1198 – 1208
Léon Sgouros (en grec : Λέων Σγουρός) fut seigneur de Nauplie et d’Argolide (nord-est du Péloponnèse) au début du XIIIe siècle. 
Héritier de la riche famille Sgouros, il succéda à son père vers 1198 comme seigneur héréditaire de la région de Nauplie. À la faveur des bouleversements occasionnés par la quatrième croisade, il proclama son indépendance à l’instar de nombreux seigneurs locaux qui firent sécession pendant les dernières années de pouvoir de la dynastie des Ange sur l’Empire byzantin.
Progressivement, il étendit son territoire jusqu’en Grèce centrale et en Thessalie. Il s’allia à la famille impériale en épousant la fille de l’empereur déposé Alexis III l’Ange (emp. 1195-1203). Ses conquêtes se révélèrent toutefois éphémères et les croisés le forcèrent à se replier dans le Péloponnèse. Assiégé dans la forteresse de l’Acrocorinthe, il se suicida en 1208.

## Biographie

Le Péloponnèse au Moyen Âge.

Il succéda à son père, Théodore Sgouros, vers 1198 comme gouverneur de la région de Nauplie et d’Argolide, un des districts connus sous le nom d’oria où on collectait les taxes et construisait des bateaux pour la marine byzantine. Aux environs de 1201/1202 éclata en Thessalie et en Macédoine une rébellion conduite par Manuel Kamytzès et Dobromir Chrysos qui isola la Grèce méridionale de Constantinople. Léon en profita pour faire sécession et s’empara des citadelles d’Argos et de Corinthe,. Il manifesta une hostilité virulente à l’égard de l’Église qui représentait à l’époque l’ordre établi : l’évêque de Nauplie fut emprisonné alors que celui de Corinthe fut aveuglé et précipité en bas des falaises de Nauplie,. Sgouros avait la réputation d’être violent. C’est ainsi que Michel Choniatès, évêque d’Athènes, rapporte dans une lettre comment Sgouros battit à mort un de ses jeunes parents alors retenu comme otage chez lui, simplement parce que celui-ci avait laissé échapper un verre alors qu’il servait à sa table.
Le gouvernement impérial envoya le megas doux (Grand Duc) Michel Stryphnos pour le contrer ; celui-ci passa l'hiver 1201–1202 à Athènes, mais fut apparemment incapable d'arrêter Sgouros. À partir de l'été 1203, le gouvernement byzantin était absorbé par la quatrième croisade, Sgouros décida alors d'attaquer Athènes avec le renfort d'habitants des îles d’Égine et de Salamine, connus pour se livrer à la piraterie. En dépit de la résistance des Athéniens réfugiés sur l’Acropole sous la direction de Choniatès, il réussit à prendre la ville que ses hommes mirent à sac et incendièrent,. Confiant la conduite du siège de l'Acropole à ses officiers, il marcha sur la Béotie, où Thèbes capitula, et sur la Thessalie. Près de Larissa, il joignit ses forces à celles d’Alexis III l’Ange alors en fuite après l’attaque des croisés. Il accorda sa protection au monarque déchu en échange de quoi il reçut la main de sa troisième fille, Eudoxie Angelina, veuve d'Alexis V, et le titre de despote,,. 

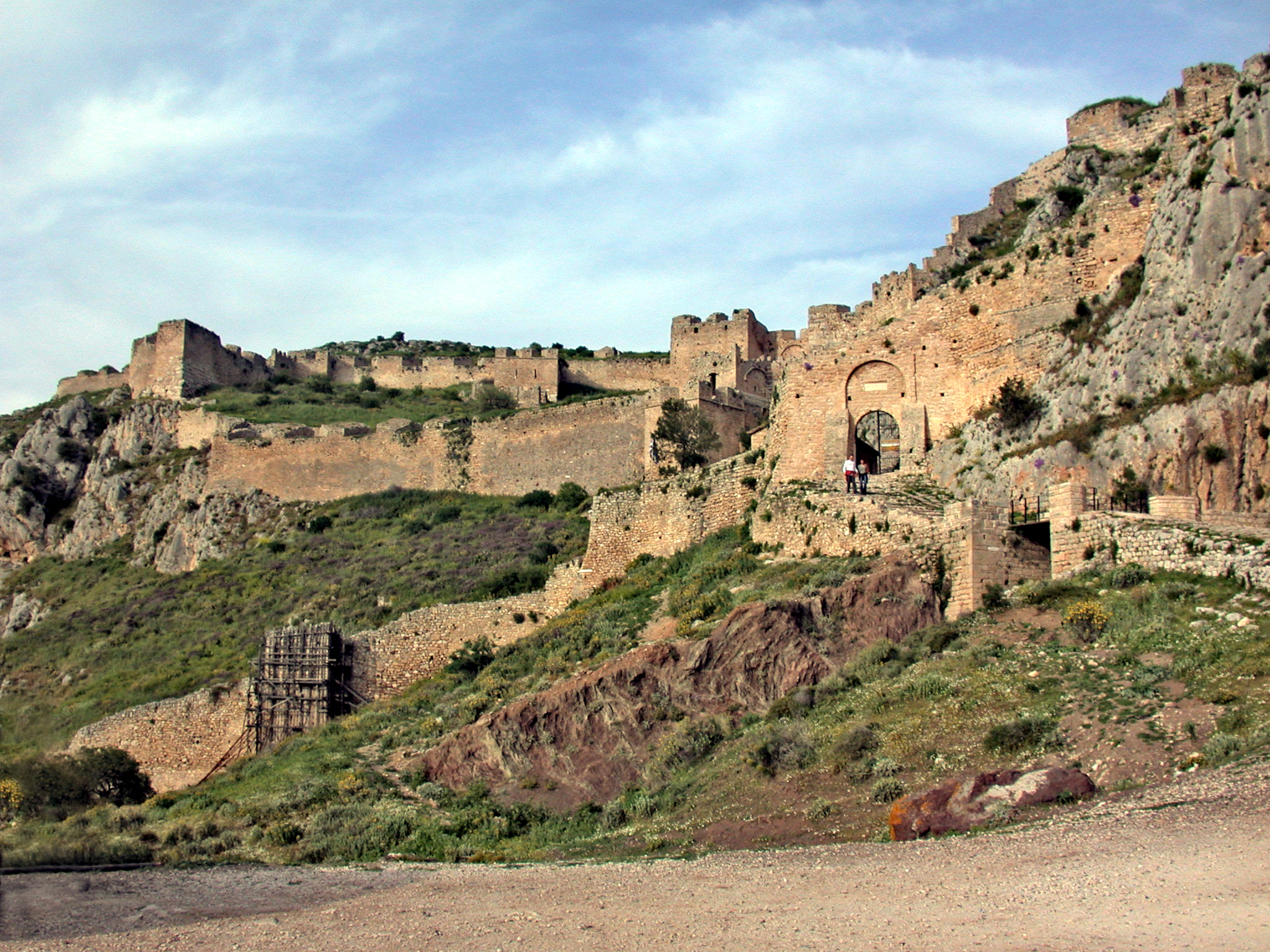
La forteresse de l'Acrocorinthe où Léon Sgouros vécut ses dernières années

Mais avant que les plans de Léon Sgouros et d’Alexis III n'aient pu prendre forme, Boniface de Montferrat s’enfonça en Thessalie à l’automne 1204 ; Sgouros dut se replier après la capture d'Alexis III par les troupes de Boniface. Pensant sans doute arrêter ses opposants dans le défilé des Thermopyles, il finit par se retirer dans le Péloponnèse où il établit son quartier général dans l’isthme de Corinthe. L’armée de Montferrat s’empara de la Béotie et de l’Attique sans résistance et obligea les  troupes de Sgouros à lever le siège d’Athènes où Choniatès, qui avait conduit la résistance dans l'Acropole, lui remit les clés de la ville. Le premier assaut de Montferrat sur les défenses de Sgouros, dans le Péloponnèse, échoua, mais un deuxième permit de réaliser une percée, si bien qu’au printemps 1205, il contrôlait toute la campagne du nord-est de la presqu'île même si les villes fortifiées continuaient leur résistance.
Sgouros lui-même dut se replier et se retrouva assiégé pendant cinq années dans son château-fort, la citadelle puissamment fortifiée de l’Acrocorinthe,. Il y conduisit une défense énergique et ses nombreuses sorties harassèrent les assiégeants. Pour renforcer le siège, les Latins construisirent deux forts, l’un sur la colline de Pendeskouphi et l’autre sur les approches orientales. Selon la légende, cédant au désespoir, Sgouros se serait précipité sur son cheval du haut des rochers. La résistance se poursuivit, conduite par un certain Théodore, mais la citadelle finit par se rendre en 1210, neutralisant ainsi l’un des principaux centres de résistance à l’établissement de la principauté latine d’Achaïe.